# 1-Penten-3-on
1-Penten-3-on ist eine chemische Verbindung aus der Gruppe der α,β-ungesättigten Ketone.

## Vorkommen
1-Penten-3-on kommt unter anderem natürlich in Orangen, Guaven, Weintrauben, und Tomaten vor.

## Gewinnung und Darstellung
1-Penten-3-on kann durch eine zweistufige Reaktion durch Acylierung von Ethen mit Propionsäurechlorid zu 1-Chlorpentan-3-on und dessen anschließende β-Eliminierung mit Natriumcarbonat gewonnen werden.

## Eigenschaften
1-Penten-3-on ist eine farblose Flüssigkeit mit stechendem Geruch. Das unstabilisierte Monomer kann unter Einwirkung von Wärme oder Licht polymerisieren.